# ويلسون هاريس (كاتب)
ويلسون هاريس (بالإنجليزية: Wilson Harris) هو كاتب غياني، ولد في 24 مارس 1921 في نيو أمستردام ‏ في غيانا، وتوفي في 8 مارس 2018 في تشيلمسفورد في المملكة المتحدة.

## وصلات خارجية
- ويلسون هاريس على موقع الموسوعة البريطانية (الإنجليزية)
- ويلسون هاريس على موقع إن إن دي بي (الإنجليزية)